# Ateuchosaurus pellopleurus
Ateuchosaurus pellopleurus là một loài thằn lằn trong họ Scincidae. Loài này được Hallowell mô tả khoa học đầu tiên năm 1861.